# Сургубское
Сургубское — пресноводное озеро на территории Шуйского сельского поселения Прионежского района Республики Карелии.

## Общие сведения
Котловина тектонического происхождения.
Площадь озера — 11 км². Располагается на высоте 33,0 метров над уровнем моря.
Форма озера продолговатая: оно более чем на пять километров вытянуто с северо-запада на юго-восток. Берега каменисто-песчаные, преимущественно возвышенные.
В озеро впадает один ручей. В северо-восточной части Сургубское через пролив Соломенный соединено с Укшозером, сток из которого осуществляется через короткую протоку в реку Шую.
С юго-запада Сургубское узким перешейком отделено от Урозера.
Рыбы: щука, плотва, лещ, окунь, сиг, корюшка, налим, ёрш.
Вдоль юго-западного берега озера проходит дорога местного значения 86К-225 («Подъезд к д. Намоево»).
У юго-восточной оконечности расположена деревня Маткачи.
Код объекта в государственном водном реестре — 01040100111102000017495.